# Haricléa Darclée
Hariclea Haricli, alias Hariclea Darclée de son nom de scène, née le 10 juin 1860 à Brăila (Roumanie) et morte le 10 janvier 1939 à Bucarest, est une soprano roumaine.

## Biographie
Haricléa Darclée naît en 1860 à Brăila dans une famille d'origine grecque.  Elle commence ses études à Bucarest, puis vient à Paris se former auprès de Jean-Baptiste Faure. Elle débute en 1888 à l'Opéra de Paris dans le rôle de Marguerite (Faust). Un remplacement, dans le rôle de Juliette (Roméo et Juliette), de l'illustre Patti en février 1889 lui apporte la notoriété. 
En 1890, elle est accueillie à la Scala de Milan où elle chante plusieurs saisons, créant le 20 janvier 1892 le rôle de Wally, héroïne éponyme de l'opéra de Alfredo Catalani.
D'autres créations mondiales l'attendaient à Rome avec la partition d'Iris de Mascagni le 27 novembre 1898 et celle de Tosca de Puccini le 14 janvier 1900. Elle fera aussi une tournée aux Amériques, chantant à New-York, à Buenos Aires, en Uruguay, au Brésil et au Chili. 
Elle fut adulée en Italie où on la mit au même rang que Lilli Lehmann . Cependant, sa voix s'usera prématurément à partir de 1905, quoiqu'elle eût chanté jusqu'en 1918, année où elle quitta la scène. Elle excella dans de nombreux rôles, notamment comme Valentine (Les Huguenots), Manon (Puccini), Élisabeth (Donizetti) et les principaux rôles des compositeurs véristes et belcantistes tels Bellini et Donizetti.
Curieusement, cette artiste qui s'était retirée après une carrière de 30 ans productive et couronnée de succès, fut retrouvée au Foyer des Artistes de Milan (créé par Giuseppe Verdi), ruinée, dit-on, pendant la Grande Guerre. Elle devait enfin rejoindre sa patrie où elle vécut dans la pauvreté.
En 1995 dans sa ville natale ont été créés le Festival et le Concours International de Chant Hariclea Darclée.